# Хасан ібн Сабіт
Хассан ібн Сабіт ( араб. حسان بن ثابت   ) (народився бл. 564 р., м. Ясріб - помер 674 р., м. Медина) — арабський поет і один із сподвижників ісламського пророка Мухаммада. Найбільше відомий своїми віршами на захист пророка. Разом з тим вважається одним з фахл-мін-фухуль доісламської поезії (джахілії).

## Біографія
Він народився близько 564 р.н.е. в місті Медіна (тоді воно ще носило назву Ясріб) і належав до племені Бану Хазрадж , одного в двох великих арабських племен міста. Його батько входив до племенної знаті, володів укріпленою садибою (утм) Фарі.
Про життя Хасана ібн Сабіта в доісламські часи відомо дуже мало. Повідомляється, що він багато разів їздив до Гассанідів, яких уславляв у віршах. Хасан названий «хвалителем» (маддах) останнього гассанідського маліка Джабали ібн аль-Айхама. Більш того, є відомості, згідно з якими малік Джабала в подальшому, перед тим мігрувати до візантійських володінь у Малій Азії після поразок від мусульманських військ, передав послу халіфа Муавії I подарунок для поета. У збірці віршів Хасана є рядки, де він згадує, як гассанідський правитель (називається в тексті ібн Джафна) запросив його до себе. Також відомо, що Хасан ібн Сабіт зустрічався з Ан-Набігою аз-Зуб'яні, придворним поетом Лахмідів, на ринку Указа, де у доісламський час збиралися поети, які бажали представити свої твори слухачам.
У молодості він подорожував до міст Аль-Хіра (Ірак) та Дамаска (Сирія), згодом оселився в Медині, де після прибуття Мухаммеда прийняв іслам і написав вірші на його захист. 
Хасан ібн Сабіт вважається першим релігійним поетом ісламу. Він сам вказує, що одним з перших долучився до нової релігії. Вважалося, що його вірші – зброя, що схиляла ворогів на бік пророка Мухаммеда. Його називали Абу'л-Хусам («батько меча»). У 9 рік хіджри (630/631 рік), коли до Мухаммеда, що на той час захопив Мекку, прибули  посланці великого племінного об'єднання Бану Тамім, що населяв Ємаму та деякі райони області Бахрейну, які не бажали підкорятися мекканцям-курейшитам, у поетичній дуелі Хасан ібн Сабіт переміг тамімітського поета аз-Зібрикана ібн Бадра. під враженням цього невдовзі Бану Тамім прийняли іслам та підкорилися Мухаммеду.
Відповідно до ісламської традиції Хассан прожив 120 років, шістдесят років до того, як прийняв іслам, і ще шістдесят років після цього. Десь між 634 і 641 роками він зовсім осліп. У 654—656 роках підтримував халіфа Османа проти опозиції серед знаті та мусульман. Після загибелі останнього Хасан склав жалобний вірш з цього приводу.
Його твори посилаються на сучасні події, відтак можуть бути корисними для відтворення історичних фактів та документування того періоду. Працював у жанрі іфтіхар — уславлені власного племені.
Також за їх допомогою можливо реконструювати суспільні настрої та політичну атмосферу, що панувала в 6-7 століттях на Аравійському півострові.

## Поетична кар'єра
Писав вірші на підтримку мусульман і пророка Мухаммада. Через слабке здоров'я не міг брати участь у битвах, але підіймав бойових дух мусульманських воїнів своєю поезією. 
Араби того часу надзвичайно високо цінували поетів, а їх творчість могла бути успішним інструментом політичної боротьби.
Хассан бін Сабіт написав понад дві тисячі сатир і елегій. Кажуть, що він написав близько 1000 віршів від трьох до двадцяти рядків. 
Ці вірші є сатирою на тодішніх противників мусульман: Абу Суф’яна, Ібн аль-Джібару, Амра бін аль-Аса, Хатіма бін Хішама та Абу Джахла. 
Хассан бін Сабіт висміював їх, порівнюючи з мавпами, козами, страусами та лисицями.

## Смерть
Точна дата смерті невідома.  
Є версія, що Хассан бін Сабіт помер в Аль-Медіні між 655 і 661 роками - під час правління халіфа Алі ібн Абі Таліба. 
Деякі ж історики припускають, що Хассан бін Сабіт помер трохи пізніше, під час правління халіфа Муавії ібн Абі Суф'яна між 670 і 674 роками. 

## Спадщина
Палестинський поет Салім Аль-Якубі називав себе «Хассан з Палестини» і вибрав це як літературний псевдонім . 

## Дивіться також
- Сахаба
- Арабська література